# ザクの磨崖三十三観音
ザクの磨崖三十三観音（ザクのまがいさんじゅうさんかんのん）は、福島県郡山市田村町糠塚字下滝にある観音菩薩霊場である。

## 概要
1805年（文化2年）に発生した凶作の犠牲者の供養や除災祈願のため、翌1806年に信濃国高遠から石工を招いて作られた。権現山と呼ばれるこの地の山に林立する花崗岩の巨石の表面に、西国三十三観音が線彫りで彫られており、参拝者は山の中を歩きながらこれらを巡拝する観音霊場信仰の場となっている。同じ田村町地区内にある大供の磨崖三十三観音が立体的な彫り方であるのに対し、ザクの磨崖三十三観音は平面的な線彫り。
登り口には各札所の場所の地図がある他、各札所の岩の前にも案内がある。唯一の建物のお堂までは階段が整備されているが、それ以外の参拝路は未整備の斜面等が見られる。
1988年（昭和63年）、郡山市指定史跡に指定された。

## 交通アクセス
国道49号から、いわき方面に向かって二瀬中学校付近の道を左に入り、林道下滝線を下滝・松ヶ作方面へ進み、さらに約2km。
- 磐越自動車道郡山東ICから車で35分